# عين الجاموس
عين الجاموس قرية سوريّة تتبع إداريّاً لمحافظة حلب منطقة منبج ناحية خفسة، بلغ تعداد سكانها (163) نسمة حسب التعداد السكاني لعام 2004.